# Уильямс, Джек Ричард
Джон «Джек» Ричард Уильямс (англ. John (Jack) Richard Williams; 29 октября 1909, Лос-Анджелес — 24 августа 1998) — американский политик, радиоведущий, писатель, 13-й губернатор Аризоны.

## Биография
Джон Уильямс родился 29 октября 1909 года в Лос-Анджелесе, штат Калифорния. С семьёй он переехал в Финикс, где окончил среднюю школу и колледж Phoenix Junior College. В 1929 году Уильямс пошёл работать на радиостанцию KOY. Он был одним из самых популярных радиоведущих Аризоны на протяжении 40 лет и вёл передачу This and That, начиная её словами: «Ещё один прекрасный день в Аризоне. Давайте насладимся им!»
С 1944 по 1947 год Уильямс был вице-президентом жилищного управления и в 1946 году — президентом молодёжной торговой палаты Финикса. В 1956 году он был избран мэром Финикса и служил два срока. В 1967—1975 годах Уильямс был губернатором Аризоны, и стал первым губернатором, избранным на 4-летний срок. Основное внимание на этом посту он уделил развитию экономики штата. С 1970 по 1971 год он был членом исполнительного комитета Национальной конференции губернаторов.
Уильямс скончался 24 августа 1998 года.